# Massimo De Santis
Massimo De Santis (født 8. april 1962 i Tivoli i Italien) er en italiensk fodbolddommer. Han er en dommer med en stor erfaring, og han har dømt flere kampe i UEFA cup og Champions League, samt Serie A og landskampe blandt andet.

## Dommerskandalen
Juventus blev i maj 2006 mistænkt for at have håndplukket dommere. Klubben skulle angiveligt også have fikset med regnskaberne. Otte andre hold blev også sat under efterforskning for at snyde med dommerne. Statsadvokaten i Napoli efterforsker Fiorentina, Lazio, Messina, Siena og Udinese fra serie A, samt serie B-holdene Arezzo, Crotone og Avellino i tillæg til Juventus.
Italien trak De Santis som VM-dommer, efter at han blev sat under efterforskning. Fem italienske fodbolddommere blev nævnt i forbindelse med skandalen i Juventus.